# Word Ways
Word Ways: The Journal of Recreational Linguistics ist eine vierteljährlich erscheinende Zeitschrift zu Wort- und Buchstabenspielen.
Word Ways war die erste Zeitschrift, die sich ausschließlich mit Wortspielen befasste und ist nun die herausragende englischsprachige Publikation in diesem Bereich.  Sie definiert sich „auf der Mitte eines Spektrums zwischen Publikumszeitschrift und akademischer Zeitschrift“ und veröffentlicht Beiträge zu linguistischen Besonderheiten aller Art.  Dazu gehören sowohl Forschungsergebnisse und -berichte über, als auch Beispiele für Anagramme, Pangramme, Leipogramme, Reduplikationen, Univokalismen, Wortleitern und ungewöhnliche lange Wörter als auch Buchrezensionen, Literaturübersichten, logologischen Journalismus, Rätsel, Quiz und linguistisch orientierte Belletristik.
Die Zeitschrift wurde 1968 vom US-amerikanischen Verlag Greenwood Periodicals gegründet und auf Vorschlag des Autors Martin Gardner wurde Dmitri Borgmann zu ersten Chefredakteur ernannt. 1969 übernahm Howard Bergerson die Redaktion, die er aber nach einem Jahr bereits wieder niederlegte. Nun mehr wurde A. Ross Eckler, Jr., Statistiker bei Bell Laboratories,  Herausgeber und Verleger, bis Mathematiker Jeremiah Farrell im Jahre 2007 die Führung der Zeitschrift übernahm.
1972 entdeckte Bestsellerautor Willard R. Espy Word Ways und verwendete Material aus mehreren Dutzend Artikeln in seiner Anthologie-Serie Almanac of Words at Play. Die erste davon enthielt Abonnementsanleitungen für Word Ways, welche so viele Anfragen generierte, dass die Herausgeber über Jahrzehnte zögerten, ihre Anschrift zu ändern.

## Beitragende
- Leonard R. N. Ashley
- Howard Bergerson
- Dmitri Borgmann
- Paul Dickson
- A. Ross Eckler, Jr.
- Willard R. Espy
- Jeremiah Farrell
- Darryl Francis
- Martin Gardner
- Solomon W. Golomb
- Mike Keith
- Donald Knuth
- Richard Lederer
- Dave Morice
- Jeremy Morse
- Simon Norton
- William Sunners